# Krematorium v Moravské Ostravě
Zaniklé Krematorium v Moravské Ostravě se nacházelo na zrušeném hřbitově v místech později založeného parku Dr. Milady Horákové. Bylo jedním z mála realizací architekta Vlastislava Hofmana na území Československa.

## Historie
Již roku 1901 uvažovali zastupitelé města Ostravy o postavení krematoria. Žádali pomoc u sousedního pruského Slezska a později na zemském sněmu moravském díky německému starostovi Ostravy JUDr. Gustavu Fiedlerovi. Otázku pohřbívání řešili i ze zcela praktických důvodů, protože půda v okolí Ostravy byla pro pohřby do země problematická, nevyhovovala hygienickým předpisům (termíny pro střídání pohřbených na jednom místě se prodlužovaly z deseti na třicet let a plocha hřbitova se tím neúměrně zvětšovala).
Město vypsalo soutěž roku 1920, které se zúčastnili i němečtí architekti. Bylo podáno 8 návrhů, nejúspornějším byl návrh dvojice Hofman - Mencl. Tento návrh byl však odložen pro narůstající ceny a oba architekti byli vyzváni, aby jej přepracovali. Nový návrh byl schválen roku 1922. Stavebních prací se ujal stavitel Rudolf Slezáček, pece dodala olomoucká firma Julia Schmalze. Při položení základního kamene byl uspořádán pochodňový průvod za účasti politických stran a různých spolků včetně Sokolské župy moravsko-slezské.
Po přepracování projektu stála budova krematoria na kolmé křižovatce dvou hlavních cest a její půdorys tvořil osmiúhelník. Do obřadní síně se vcházelo z předsálí, ze kterého byl vstup i do dvou menších bočních místností. Hlavní sál zastřešovala kupole s kubisticky řešenou lucernou. Proti vstupu se nacházela pětiboká apsida s hrotitým triumfálním obloukem, pod kterým na vyvýšeném místě stál katafalk. Sál byl osvětlen barevnými okny, stěny a strop byly dekorovány krystalicky jehlancovými stříbrnými hvězdami na modrém pozadí. Tyto dekorativní obrazce představovaly metamorfózu ohně a vesmíru.

### Po roce 1948
Koncem 50. let bylo rozhodnuto zrušit městský hřbitov u tehdejší třídy 28. října a na jeho místě vybudovat sad Klementa Gottwalda. Následně roku 1979 bylo zbořeno i krematorium. Později bylo místo pietně upraveno a vznikl zde park Dr. Milady Horákové. V něm umístění krematoria připomíná plastika na hlavní cestě naproti krajskému úřadu v podobě rabata vytvořeného z vodního prvku. Nové krematorium se hřbitovem bylo otevřeno ve Slezské Ostravě roku 1970.